# آلان بيلي
آلان بيلي (بالإنجليزية: Alain Bailey)‏ هو منافس ألعاب قوى أمريكي، ولد في 14 أغسطس 1987.

## وصلات خارجية
- آلان بيلي على موقع الاتحاد الدولي لألعاب القوى (الإنجليزية)
- آلان بيلي على موقع TFRRS.org (الإنجليزية)